# Christian Matthias Adler
Christian Matthias Adler (* 8. Mai 1787 in Triesdorf; † 4. März 1850 in München) war ein deutscher Porzellanmaler.

## Leben und Wirken
Christian Matthias Adler war ein Sohn von Johann Georg Adler und Maria Barbara Wurm aus Sinn. Sein Vater war ein Triesdorfer Reitknecht und starb 1828.
Adler lebte längere Zeit in England und zog 1804 nach Ansbach, wo er bei dem Hofmaler Friedrich Gotthard Naumann lernte. Ab dem Jahr 1808 arbeitete er als Porzellanmaler. Im Jahr 1811 ging er nach München und arbeitete dort wahrscheinlich nach kurzer Zeit für die Porzellanmanufaktur Nymphenburg. Von 1813 bis 1815 absolvierte er ein Studium der bildenden Künste an der Münchner Akademie. Für die Nymphenburger Manufaktur arbeitete er von 1816 bis 1835 als Malerei-Aufseher. Unter der Leitung Friedrich von Gärtners übernahm er 1822 die „Historienmalerei“.
Adler wird als eigentlicher Gründer der Münchner Porzellanmalerschule eingestuft. Bei den meisten seiner Werke handelte es sich um Porzellanplattengemälde, für die er ab dem Jahr 1827 für Ludwig I. Meisterwerke der Alten Pinakothek kopierte. Außerdem gestaltete er Porträttassen und Prunkvasen.
Adler heiratete am 18. Januar 1818 in München Catharina Josepha, mit der er drei Söhne und drei Töchter hatte. Ihr Vater war der Kanzlist Joseph Bach.